# Aage Birch
Aage Birch (Søllerød, 23 de setembro de 1926 — 13 de fevereiro de 2017) é um velejador dinamarquês, medalhista olímpico. Ele competiu nos Jogos Olímpicos de Verão de 1968 na classe Dragon e conquistou a medalha de prata, ao lado de Niels Markussen e Paul Lindemark Jørgensen.
Birch cresceu perto do Lago Furesøen e foi membro do Furesøen Yacht Club quando criança. Aqui ele conheceu a classe de barcos Dragon em 1940 e permaneceu leal a ela durante toda sua vida de velejador. Ele dominou com confiança a prestigiada Dragon Gold Cup de 1963 a 1972. Durante este período, ele estabeleceu um recorde invencível de sete vitórias na Gold Cup. Após o fim de sua carreira ativa de velejador, Aage Birch continuou envolvido com esportes. Ele reconheceu que precisavam de melhor apoio financeiro. Junto com Paul Lindemark, ele fundou uma iniciativa que promoveu os velejadores de regata, retendo cinco coroas de cada taxa de inscrição que um velejador ganhasse em uma regata e investindo na promoção de velejadores de elite.